# 2002 GN32
2002 GN32 est un objet transneptunien du groupe des plutinos.

## Caractéristiques
2002 GN32 mesure environ 242 km de diamètre, son orbite est encore mal connue.